# Erma Franklin
Erma Franklin est une chanteuse de gospel et de R&B américaine, née le 13 mars 1938 à Shelby (Mississippi) et morte le 7 septembre 2002 à Détroit (Michigan). Elle est la sœur aînée d'Aretha Franklin. Erma Franklin est également connue pour sa chanson Piece of My Heart, écrite et réalisée par Bert Berns (et rendue encore plus célèbre l'année suivante par Janis Joplin) : elle lui valut une nomination à un Grammy Award.
Elle est incarnée par Saycon Sengbloh dans le film biographique sur Aretha Franklin, Respect (2021) de Liesl Tommy.

## Biographie
Erma naît le 13 mars 1938 à Shelby (Mississippi) de Barbara (née Siggers) et Clarence LaVaughn « C. L ». Franklin . Puis à l'âge de neuf ans, elle emménage à Détroit dans le Michigan, où son père devient pasteur de l’Église baptiste Nouvelle Béthel. Elle commence à chanter à l’église de son père. 
Franklin étudie le commerce à la Clark Atlanta University.

## Carrière
En 1967, elle chante la version originale de "Piece of My Heart", qui devient un succès soul du top 10 aux États-Unis et a atteint la 62e place du classement américain Billboard Hot 100 .

## Vie privée
Erma Franklin a épousé Thomas Garrett en 1952 et a eu deux enfants, Thomas Garrett Jr. (1954-2011) et Sabrina Garrett (née en 1958). Pendant 25 ans, Erma a travaillé pour le centre communautaire de Boysville Holy Cross, une organisation de Détroit qui aide les enfants des minorités sans abri et défavorisés. Elle meurt des suites d'un cancer de la gorge à Détroit, Michigan le 7 septembre 2002 à 64 ans.

## Discographie
- 1962 : Her Name Is Erma, Epic Records
- 1969 : Soul Sister, Brunswick Records